# زاحفة ميراغايا
زاحفة ميراغايا (الاسم العلمي:†Miragaia) هي جنس منقرضة من الزواحف يتبع فصيلة مذيلات كثيرة النقط من رتبة طيريات الورك. سميت باسم ميراغايا نسبةً إلى منطقة في البرتغال والوحدة الجيولوجية حيث تم العثور على بقاياها. وزاحفة ميراغايا هي ديناصور ستيغوصوري طويل العنق. تم العثور على حفرياته في الصخور الجوراسية العليا في البرتغال. تمتلك زاحفة ميراغايا أطول رقبة معروفة لأي من الستيغوصوريات والتي تضمنت على الأقل سبعة عشر فقرة.